# Agobardus cubensis
Agobardus cubensis är en spindelart som först beskrevs av Pelegrín Franganillo Balboa 1935.  
Agobardus cubensis ingår i släktet Agobardus och familjen hoppspindlar. Inga underarter finns listade i Catalogue of Life.